# 雷埃恩古斯
雷埃恩古斯（Reengus），是印度拉贾斯坦邦Sikar县的一个城镇。总人口22928（2001年）。

## 人口
该地2001年总人口22928人，其中男性12300人，女性10628人；0—6岁人口3678人，其中男1944人，女1734人；识字率62.47%，其中男性为74.71%，女性为48.30%。